# Trichodactylus dentatus
Trichodactylus dentatus е вид десетоного от семейство Trichodactylidae. Видът не е застрашен от изчезване.

## Разпространение
Разпространен е в Бразилия (Парана, Рио де Жанейро, Санта Катарина и Сао Пауло) и Колумбия.